# Умм Салама бинт Абу Умайя
Умм Салама Хинд бинт Абу Умайя аль-Махзуми (араб. أم سلمة هند بنت أبي أمية‎; 596, Мекка — 680, Медина) — жена пророка Мухаммеда и мать правоверных.

## Биография
Её настоящее имя Хинд, но все знали её как Умм Салама. Она происходила из рода Бану Махзум племени курайшитов. Её отца звали Абу Умайя ибн аль-Мугира аль-Махзуми, а мать Атика бинт Амир. Абу Умайя ибн аль-Мугира был редким по своей щедрости человеком среди арабов и за это его даже назвали «благодетелем путешественника».
Умм Салама и её муж, Абдуллах ибн Абдуласад, были одними из первым мусульман, за что подвергались нападкам со стороны курайшитов и вынуждены были мигрировать в Эфиопию. 23 марта 625 года, в битве при Ухуде Абдуллах ибн Абдуласад умер от полученных ран. От этого брака у неё остался сын по имени Умар ибн Абу Салама.
После смерти Абдуллаха ибн Абдуласада в битве при Ухуде она стала известна как Аййин аль-Араб (Вдова арабов). Она осталась одна с маленькими детьми, но получила поддержку со стороны мухаджиров и ансаров. После окончания срока идда (четыре месяца и десять дней) к ней приходили свататься Абу Бакр и Умар ибн аль-Хаттаб, но она им отказала. Но на предложение женитьбы пророка Мухаммеда она согласилась.
У Умм Саламы было трое детей, а четвёртый ребёнок родился практически сразу после брака с пророком Мухаммедом.
По мнению толкователей Корана 33 аят суры аль-Ахзаб был ниспослан пророку Мухаммеду в доме Умм Саламы.
Умм Салама просила Хусейна ибн Али не ехать в Ирак, так как опасалась за его жизнь. Она умерла в возрасте восьмидесяти четырёх лет в 62 году хиджры в Медине и была похоронена на кладбище Джаннат аль-Баки. Умм Салама была последней из живых матерей правоверных.